# کیس اسخوهامر ایمینک
کیس اسخوهامر ایمینک (هلندی: Kees Schouhamer Immink؛ زادهٔ ۱۸ دسامبر ۱۹۴۶) مهندس برق و الکترونیک هلندی است.
وی همچنین برندهٔ جوایزی همچون مدال افتخار آی‌تریپل‌ئی، مدال ادیسون انجمن مهندسان برق و الکترونیک، جایزه امی و نشان فارادی شده است.